# PlayStation Portal
O PlayStation Portal é um acessório de jogo portátil para o PlayStation 5 desenvolvido pela Sony Interactive Entertainment. Foi anunciado em 23 de maio de 2023 e lançado em 15 de novembro de 2023.
Os principais recursos de hardware do Portal PlayStation incluem uma tela LCD HD de 8 polegadas e “todos os botões e recursos de um controlador DualSense”. Ele é usado para transmitir de um PlayStation 5 por meio de uma conexão Wi-Fi usando o Remote Play.